# Sane Sane/Aek Libung
Sane Sane/Aek Libung is een bestuurslaag in het regentschap Tapanuli Selatan van de provincie Noord-Sumatra, Indonesië. Sane Sane/Aek Libung telt 1703 inwoners (volkstelling 2010).